# Classic (조성모의 음반)
Classic은 조성모 2.5집으로 알려져 있는 조성모의 음반이다. 타이틀곡은 가시나무이다. 2000년 1월 27일 발매되었다.

## 수록곡
1. 가시나무
2. The Way
3. 깊은 밤을 날아서
4. 1004
5. 늘 지금처럼
6. 진
7. 잃어버린 우산
8. 너를 사랑하고도
9. 입영열차 안에서
10. 춘천가는 기차
11. 비창
12. 미소를 띄우며 너를 보낸 그 모습처럼
13. 세월이 가면
14. 그 아픔까지 사랑한거야

## 같이 보기
- 조성모